# Google Ads

Logo

AdWords de la Google este un serviciu publicitar pentru companiile care doresc să afișeze anunțuri pe Google și în rețeaua de publicitate. Programul AdWords permite firmelor să stabilească un buget pentru publicitate și să plătească numai atunci când aceștia fac clic pe anunțuri. Serviciul publicitar online este în mare parte axat pe cuvinte cheie.
Întreprinderile care utilizează AdWords pot crea anunțuri relevante utilizând cuvintele cheie pe care le vor utiliza persoanele care caută pe Web folosind motorul de căutare Google. Cuvântul cheie, atunci când este căutat, declanșează difuzarea anunțului. Google AdWords la cele mai importante anunțuri care apar sub titlul "Linkuri sponsorizate" găsite în partea dreaptă sau deasupra rezultatelor căutării Google.